# Crocidura hikmiya
Crocidura hikmiya is een spitsmuis uit het geslacht Crocidura die voorkomt in de bossen van het zuidwesten van Sri Lanka. De soort is op twee plaatsen op 460 en 1040 m hoogte in Sinharaja gevonden en is het nauwste verwant aan Crocidura miya uit de centrale bergen van Sri Lanka. De soortnaam hikmiya is het Singalese woord voor "spitsmuis".
C. hikmiya is een middelgrote spitsmuis met een vrij korte, slanke staart die in de buurt van de punt bedekt is met lange haren. Het dier heeft opvallende, naakte oren. De snuit is roze. De ogen zijn klein. Het lichaam is grijsbruin, aan de bovenkant wat donkerder dan aan de onderkant. C. hikmiya verschilt van C. miya in een groot aantal kenmerken, waaronder de kortere staart, de langere voeten en de vachtkleur. Het gewicht bedraagt 6,5 tot 9,0 (gemiddeld 7,7) g, de kop-romplengte 64,0 tot 76,0 (70,1) mm, de kop-romplengte 26,2 tot 28,9 (27,6) mm, de staartlengte 70,9 tot 77,5 (74,9) mm, de achtervoetlengte 16,1 tot 21,0 (17,4) mm en de oorlengte 7,0 tot 8,9 (7,8) mm.